# یاسپر اوکلون
یاسپر اوکلون (هلندی: Jasper Ockeloen؛ زادهٔ ۱۰ مهٔ ۱۹۹۰ ‏(۳۴ سال)) دوچرخه‌سوار اهل هلند است.
از باشگاه‌هایی که در آن رکاب زده‌است می‌توان به تیم دوچرخه‌سواری رابوبانک دولوپمنت اشاره کرد.